# سليم المزليني
سليم المزليني مواليد 31 أغسطس 1987 في تونس، هو لاعب كرة قدم تونسى يلعب في نادي الإعتماد السعودي.

## روابط خارجية
- سليم المزليني على موقع قاعدة بيانات كرة القدم.إي يو (الإنجليزية)
- سليم المزليني على موقع Soccerway.com (الإنجليزية)
- سليم المزليني